# محمد الجعفري
محمد فائق الجعفري (2 شباط 2002 -) لاعب المنتخب الأردني للكراتيه، بدأ ممارسة رياضة الكراتيه في عام 2015 بمركز الثائر الرياضي وتحت إشراف والده فائق الجعفري اللاعب السابق في صفوف المنتخب الأردني.

## إنجازاته
إنضم الجعفري إلى صفوف المنتخب الأردني للمرة الأولى عام 2018 ونال الميدالية الذهبية ضمن منافسات وزن تحت 70 كغم في بطولة العالم للناشئين والشباب وتحت 21 عاماً والتي جرت في العاصمة التشيلية سانتياغو عام 2019 ودون أن تُسجل ضده أي نقطة في كل النزالات التي خاضها.
وفاز محمد الجعفري في أولى نزالاته ببطولة العالم بدور الـ 32 على السعودي أحمد المالكي بنتيجة 4 - 0 قبل أن يهزم البرازيلي برتولاسي ماتيوس المصنف الرابع على العالم في ذلك الوقت بنتيجة 8 - 0.
وواصل «الجعفري» انتصاراته وفاز في الدور ربع النهائي على البرتغالي ميلو فاسكو بنتيجة 6 - 0 قبل أن يتجاوز القبرصي فاسيليو لويزوس بنتيجة 3 - 0 في الدور نصف النهائي وفي النهائي فاز محمد الجعفري على المصري حسام غانم ليحرز الميدالية الذهبية.
وتوج محمد الجعفري كذلك بالميدالية البرونزية في بطولة آسيا للناشئين والشباب وتحت 21 عاماً والتي أقيمت في ماليزيا عام 2019  وفي ذلك العام نجح «الجعفري» في نيل ميداليتين فضيتين بمنافسات الدوري العالمي للشباب جولة قبرص وجولة كرواتيا.